# Soga no Emishi
Soga no Emishi est un nom japonais traditionnel ; le nom de famille (ou le nom d'école), Soga, précède donc le prénom (ou le nom d'artiste).
Soga no Emishi (蘇我 蝦夷), 587-11 juillet 645, est un homme d'État de la Cour impériale de la période Yamato. Ses noms alternatifs sont Emishi (毛人) et Toyora no  Ōomi (豊浦大臣). Après la mort de son père Soga no Umako, Emishi hérite de son père la charge de Ōomi.
Selon le Nihon shoki, de la fin du règne de l’impératrice Suiko jusqu'à celui de l'impératrice Kōgyoku, Emishi possède de l'influence à la cour. Après la mort de l'impératrice Suiko, Emishi réussit à installer le prince Tamura sur le trône comme empereur Jomei en invoquant la volonté de l'impératrice Suiko. Bien qu'il y a un second candidat en la personne de Yamashiro no Ōe no Ō, Emishi assassine son oncle Sakaibe no Marise qui a nommé Ōe no Ō, ouvrant ainsi la voie pour le favori. Après le retrait de l'empereur Jomei dans un cloître, Emishi soutient l'impératrice Kōgyoku.
Sa fille, Soga no Tetsuki no Iratsume, est une femme de l'empereur Jomei et donne naissance à son unique fille, la princesse Yata.
En 645, quand son fils Iruka est assassiné en face de l'impératrice lors de l'incident d'Isshi, Emishi se suicide le jour suivant.

## Source de la traduction
- (en) Cet article est partiellement ou en totalité issu de l’article de Wikipédia en anglais intitulé « Soga no Emishi » (voir la liste des auteurs).
- Notices d'autorité :   - VIAF
  - ISNI
  - IdRef
  - LCCN
  - Japon
  - Israël
  - WorldCat